# Armand-Louis Couperin

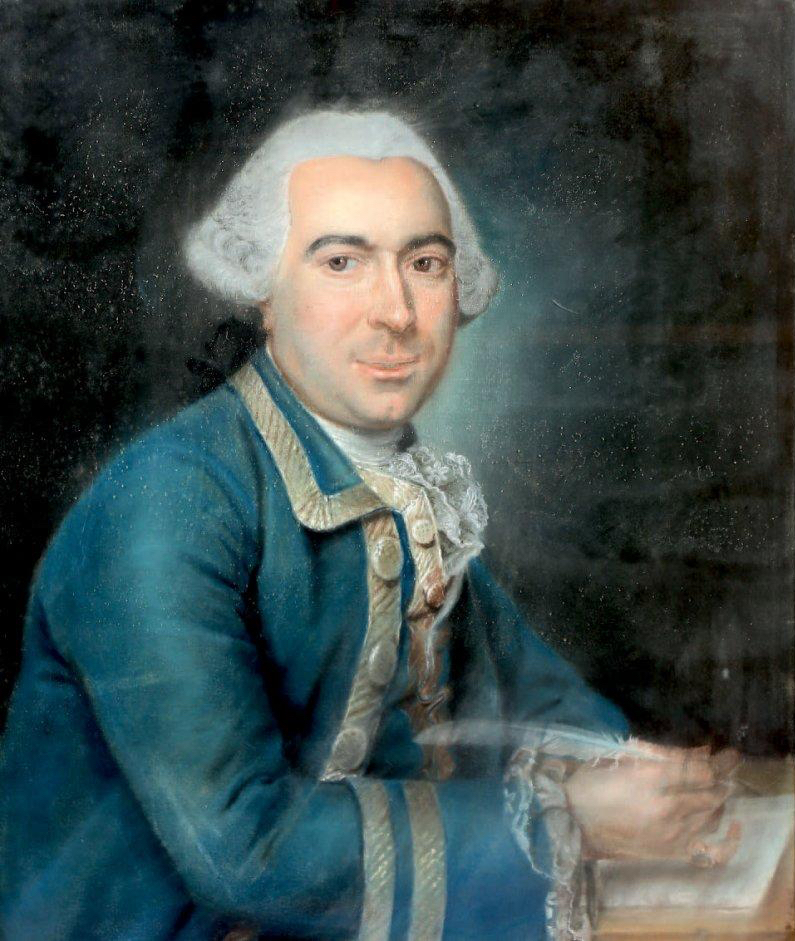
Armand Louis Couperin 1766

Armand-Louis Couperin, (25 de febrero de 1727 - París, 2 de febrero de 1789) fue un organista y compositor francés de la famosa familia Couperin, cuyos dos miembros más famosos fueron su tío abuelo Louis y su primo François Couperin conocido como "el Grande". Era hijo de Nicolas Couperin (1680-1748), hijo de François Couperin el Viejo, hermano de Louis y Charles.

## Biografía
Su madre murió cuando él tenía sólo 17 meses y fue criado por su padre, primo hermano de François y sucesor de este último en el servicio del órgano de Saint-Gervais. La profesión de músico se impuso en una familia así. En 1752, se casó con Élisabeth-Antoinette Blanchet, hija de François-Étienne Blanchet, clavecinista de la corte de Luis XV. Disfrutaron de una vida tranquila y feliz y tuvieron tres hijos, todos los cuales se convertirían en músicos: Pierre-Louis, Gervais-François y Antoinette-Victoire.
Sucedió a su padre Nicolas Couperin, cuando este murió en 1748, en el servicio del órgano de la iglesia de Saint-Gervais, del que los Couperin fueron poseedores durante más de dos siglos desde Louis - hacia 1650 - hasta que su descendiente Céleste-Thérèse murió en 1860. Su sucesor en este cargo sería su hijo Pierre-Louis Couperin, que murió el mismo año que su padre. Entonces el cargo recayó en el siguiente hijo, Gervais-François Couperin.
Combinó este cargo con muchos otros: Saint-Barthélemy, Saint-Jean-en-Grève, el convento de las Carmelitas, la Sainte-Chapelle, Sainte-Marguerite, un semestre en la Chapelle Royale,  un breve periodo en Notre-Dame de París. Como resultado, tuvo que ser ayudado por miembros de su familia (su esposa, ella misma una excelente música, o alguno de sus hijos). Era amigo de Claude Balbastre, su colega en Notre-Dame. En su casa tenía un órgano, un regale, dos clavecines, uno de los cuales tenía un mecanismo "para escalar los sonidos", un piano inglés, una espineta grande, una espineta de octava pequeña, un clavicordio, un violonchelo, una quinta y tres violines. Además de la música, era un amante de los libros y poseía 885 libros en el momento de su muerte.

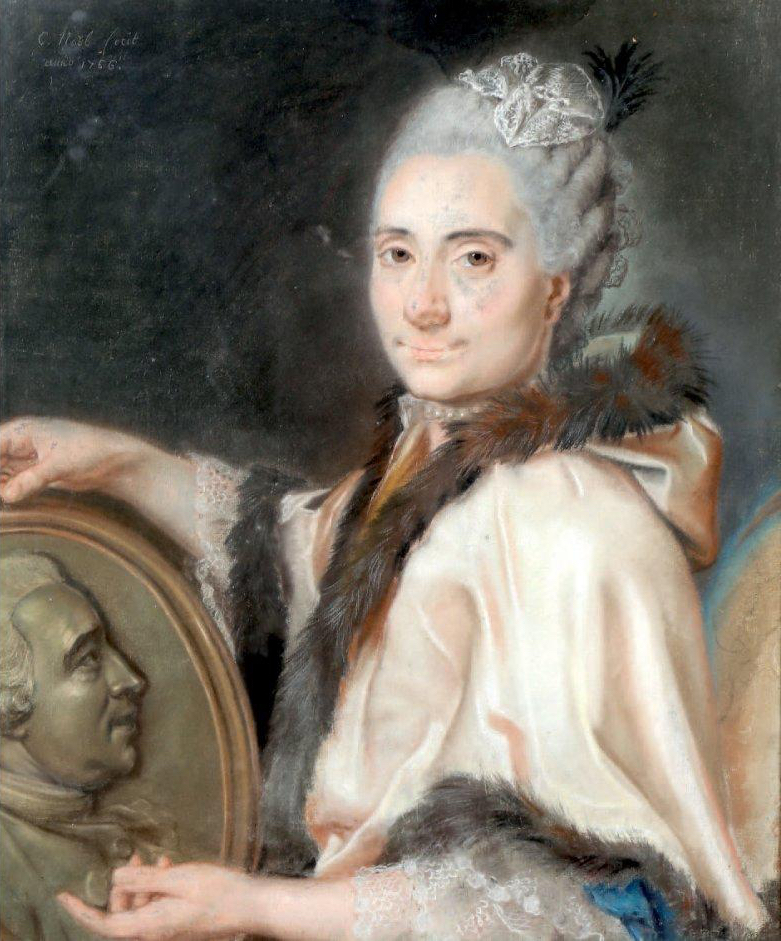
Retrato de su esposa.

Murió accidentalmente el 2 de febrero de 1789, después de ser atropellado por un caballo loco que había derribado a su jinete, mientras se dirigía de la Sainte-Chapelle a Saint-Gervais.

## Obras
La obra de Armand-Louis Couperin es relativamente escasa: se dedicó especialmente al órgano del que era un reconocido virtuoso e improvisador consumado. Sin embargo, dejó sólo dos piezas para este instrumento, escritas originalmente para clavecín. A diferencia de muchos de sus contemporáneos, permaneció apegado a la gran tradición francesa y el musicólogo Charles Burney, durante una visita a París en 1770, informó que “su estilo no es tan moderno como sería de desear".
Compuso al menos:
- 3 cantatillas (perdidas) : Primavera, Juventud, Vejez
- L'Amour Médecin, cantatille para soprano, 2 violines y bajo, 1750
- Piezas para clavecín, opus I, 1751
- 6 Sonatas en piezas para clavecín con violín, opus II, 1765
- 3 Trío Sonatas, opus III (clavecín, violín y violonchelo), 1770
- 3 Cuartetos para dos clavecines, hacia 1773
- Sinfonía para clavecín, 1773 o 1774
- La Chasse, rondeau en re mayor para clavecín u órgano.
- Diálogo entre el chalumeau y el fagot con acompañamiento de flauta, para clavecín u órgano, 1775
- Variaciones para clavecín :
  - en el aire de "Tu lo pides" (Soy Lindor), de El barbero de Sevilla de Beaumarchais, 1775
  - Aria con variaciones, 1781
  - con la melodía de "Ricardo corazón de León" de Gretry, 1784
- Varios motetes, de los cuales sólo un Alzado o Motete al Santísimo Sacramento a 3 voces de 1787.

## Piezas para clavecín (1751)
Colección dedicada a Madame Victoire de France.
- La Victoire
- Allemande
- Courante, La de Croissy
- Les Cacqueteuses
- La Grégoire
- L'Intrépide
- Premier menuet, deuxième menuet
- L'Arlequine ou la Adam, rondeau
- La Blanchet
- La de Boisgelou
- La Foucquet
- La Sémillante ou la Joly
- La Turpin
- Première gavotte, seconde gavotte
- Premier menuet, second menuet
- La du Breüil
- La Chéron
- L'Affligée
- L'Enjouée
- Les tendres Sentiments
- Rondeau gracieux
- Les Quatre Nations
  - L'Italienne
  - L'Angloise, rondeau
  - L'Allemande
  - La Françoise

## Discografía
- Piezas para clavecín, Christophe Rousset, clavecín. 2 CD Aparte 2020